# Vettakollen
Vettakollen - naziemna stacja metra w Oslo leżąca na trasie linii Holmenkollen (linia 1) pomiędzy stacjami Skådalen a Gulleråsen na osiedlu Vettakollen w dzielnicy Vestre Aker. Stacja została otwarta w dniu 31 maja 1898 na trasie ówczesnej linii tramwajowej do Besserud. Stacja na początku nosiła nazwę Greveveien ale po kilku miesiącach od otwarcia nazwę zmieniono na obecną.